# Lotus Europa S
Lotus Europa S je sportski grantourer automobil kojeg proizvodi engleski proizvođač automobila Lotus. Osnova za Europu S je Lotus Elise. Ime je uzeto od dalekog prethodnika, Lotusa Europe, iz šezdesetih i sedmadesetih godina prošlog stoljeća.
Europa S je zamišljen kao Lotus za duža putovanja i pogodniji osobama koje se nisu mogle smjestiti u skučeni Elise. Zbog toga ima veći prtljažni prostor, bolju izolaciju unutrašnjosti i luksuzniju opremu. No bez obzira na to, ukupna masa je ostala mala i iznosi samo 995 kg. 
Motor koji pokreće Europu S je zapravo motor General Motorsa. Ima zapremninu od dvije litre i 200 KS. To ovom automobilu omogućuje ubrzanje od 0 do 100 km/h za 5.6 sekundi i maksimalnu brzinu od 230 km/h.

## Vanjska poveznica
- Group Lotus  Arhivirana inačica izvorne stranice od 22. lipnja 2010. (Wayback Machine)